# Onans
Ne doit pas être confondu avec Ornans.
Onans [ɔnɑ̃] est une commune française située dans le département du Doubs, la région culturelle et historique de Franche-Comté et la région administrative Bourgogne-Franche-Comté.
Ses habitants se nomment les Onanais et Onanaises.

## Géographie

### Climat
Pour des articles plus généraux, voir Climat de la Bourgogne-Franche-Comté et Climat du Doubs.
En 2010, le climat de la commune est de type climat de montagne, selon une étude du Centre national de la recherche scientifique s'appuyant sur une série de données couvrant la période 1971-2000. En 2020, Météo-France publie une typologie des climats de la France métropolitaine dans laquelle la commune est exposée à un climat semi-continental et est dans une zone de transition entre les régions climatiques « Lorraine, plateau de Langres, Morvan » et « Jura ». 
Pour la période 1971-2000, la température annuelle moyenne est de 9,6 °C, avec une amplitude thermique annuelle de 17,2 °C. Le cumul annuel moyen de précipitations est de 1 233 mm, avec 13,7 jours de précipitations en janvier et 10,6 jours en juillet. Pour la période 1991-2020, la température moyenne annuelle observée sur la station météorologique de Météo-France la plus proche, « Medière », sur la commune de Médière à 5 km à vol d'oiseau, est de 11,5 °C et le cumul annuel moyen de précipitations est de 1 105,2 mm. 
La température maximale relevée sur cette station est de 40,2 °C, atteinte le 24 juillet 2019 ; la température minimale est de −17 °C, atteinte le 5 février 2012,,. 
Les paramètres climatiques de la commune ont été estimés pour le milieu du siècle (2041-2070) selon différents scénarios d'émission de gaz à effet de serre à partir des nouvelles projections climatiques de référence DRIAS-2020. Ils sont consultables sur un site dédié publié par Météo-France en novembre 2022.

## Urbanisme

### Typologie
Au 1er janvier 2024, Onans est catégorisée commune rurale à habitat dispersé, selon la nouvelle grille communale de densité à 7 niveaux définie par l'Insee en 2022.
Elle est située hors unité urbaine. Par ailleurs la commune fait partie de l'aire d'attraction de Montbéliard, dont elle est une commune de la couronne,. Cette aire, qui regroupe 137 communes, est catégorisée dans les aires de 50 000 à moins de 200 000 habitants,.

### Occupation des sols
L'occupation des sols de la commune, telle qu'elle ressort de la base de données européenne d’occupation biophysique des sols Corine Land Cover (CLC), est marquée par l'importance des forêts et milieux semi-naturels (49,1 % en 2018), une proportion sensiblement équivalente à celle de 1990 (48,7 %). La répartition détaillée en 2018 est la suivante : 
forêts (49,1 %), terres arables (20,2 %), prairies (18,7 %), zones agricoles hétérogènes (8,8 %), zones urbanisées (3,2 %). L'évolution de l’occupation des sols de la commune et de ses infrastructures peut être observée sur les différentes représentations cartographiques du territoire : la carte de Cassini (XVIIIe siècle), la carte d'état-major (1820-1866) et les cartes ou photos aériennes de l'IGN pour la période actuelle (1950 à aujourd'hui).

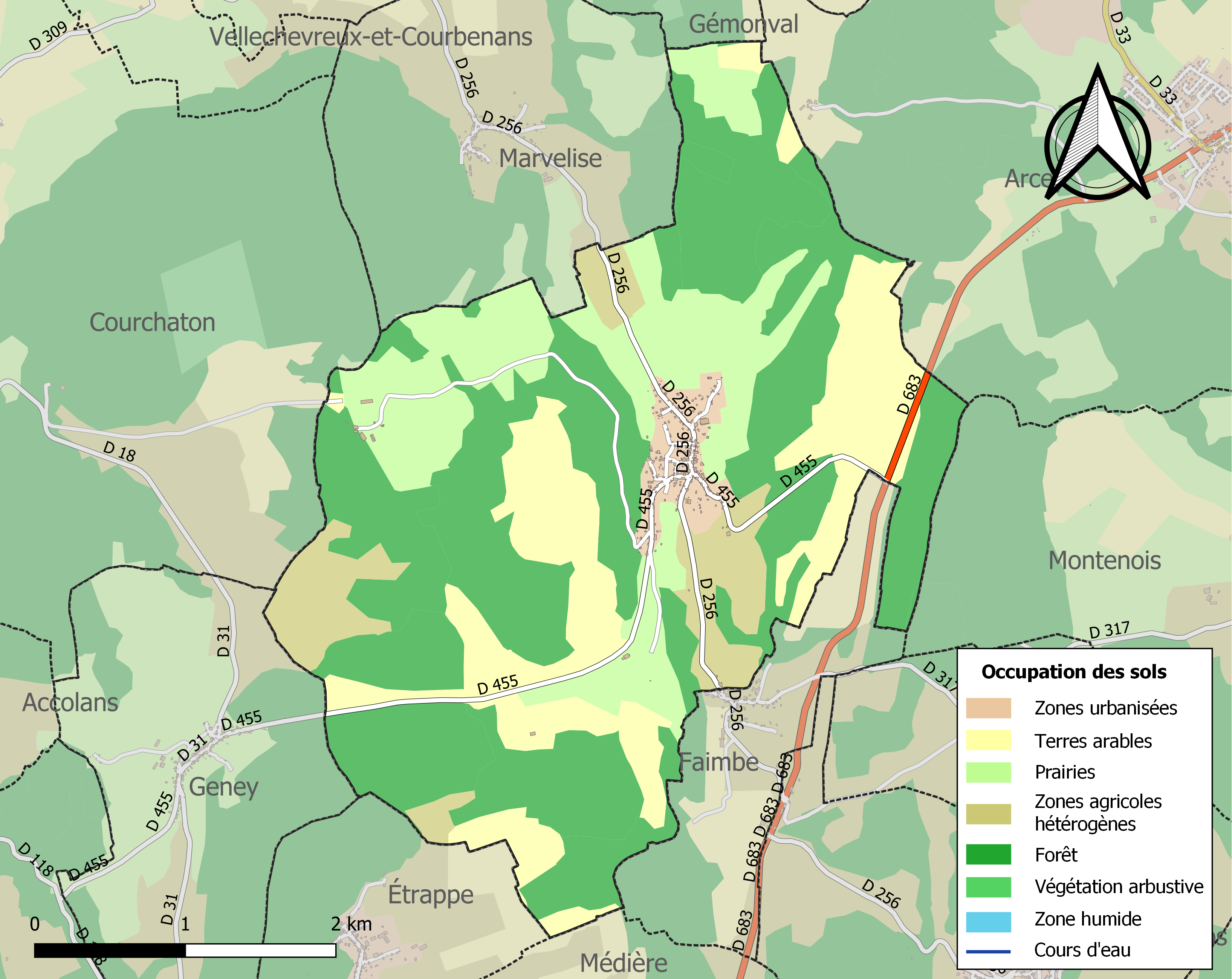
Carte des infrastructures et de l'occupation des sols de la commune en 2018 (CLC).

## Toponymie
Le nom de la localité est attesté sous les formes Ornans en 1150, in sacello d'Ornans en 1199 ; villicus d'Ornans au XIIe siècle ; Ornans en 1357 ; Osnans en 1681 ; Onans depuis 1648.
Vraisemblablement même origine qu'Ornans, (voir ce nom).

## Politique et administration

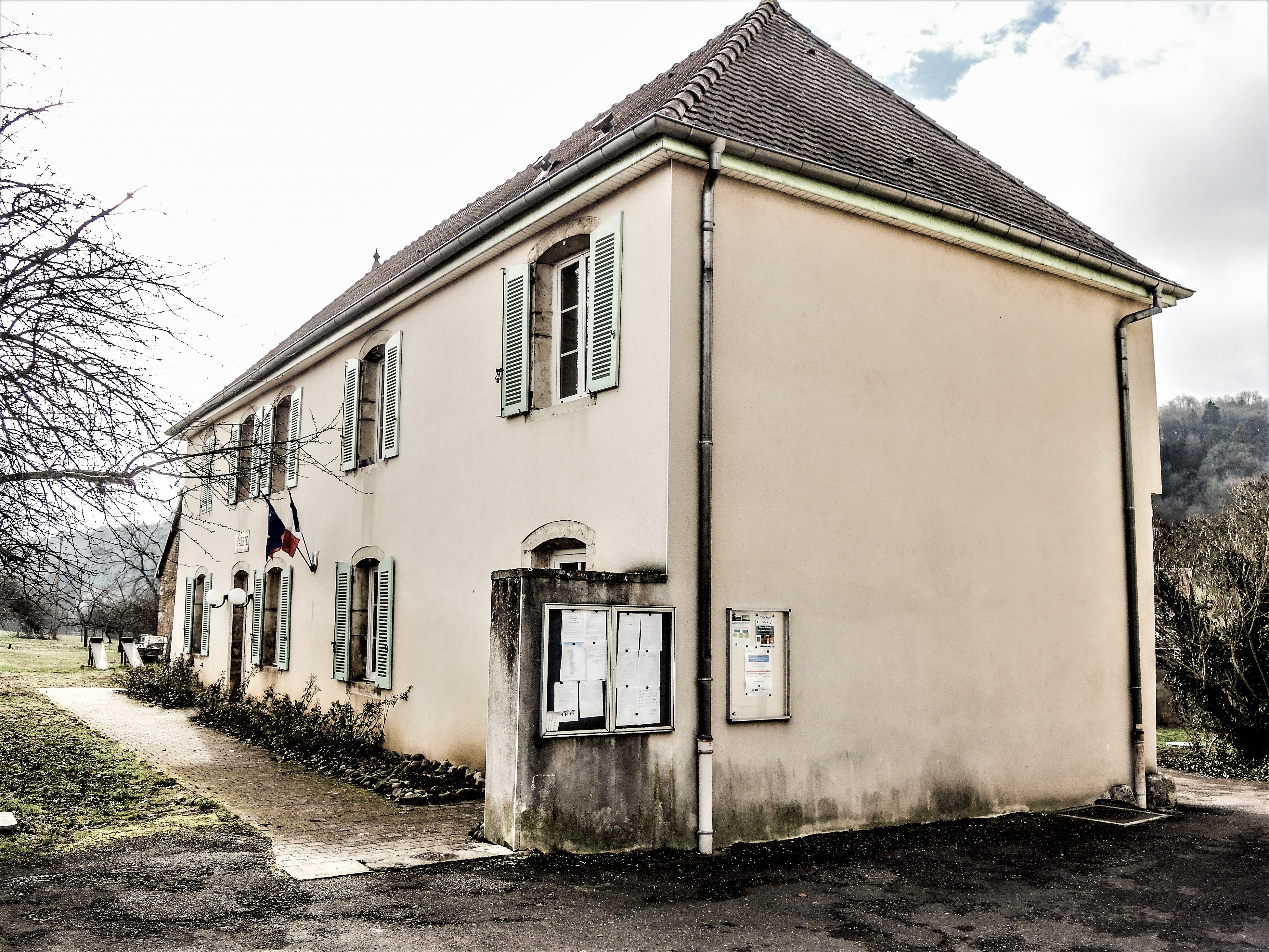
La mairie.

| Période                                  | Période  | Identité      | Étiquette | Qualité                    |
| ---------------------------------------- | -------- | ------------- | --------- | -------------------------- |
| mars 2001                                | 2008     | Gérard Pierre |           |                            |
| mars 2008                                | 2020     | Noël Chavey   | DVG       | Retraité de l'enseignement |
| 2020                                     | En cours | Claude Hueber |           |                            |
| Les données manquantes sont à compléter. |          |               |           |                            |

## Démographie
L'évolution du nombre d'habitants est connue à travers les recensements de la population effectués dans la commune depuis 1793. Pour les communes de moins de 10 000 habitants, une enquête de recensement portant sur toute la population est réalisée tous les cinq ans, les populations de référence des années intermédiaires étant quant à elles estimées par interpolation ou extrapolation. Pour la commune, le premier recensement exhaustif entrant dans le cadre du nouveau dispositif a été réalisé en 2006.

En 2022, la commune comptait 366 habitants, en évolution de +2,81 % par rapport à 2016 (Doubs : +1,88 %, France hors Mayotte : +2,11 %).
| 1793 | 1800 | 1806 | 1821 | 1831 | 1836 | 1841 | 1846 | 1851 |
| ---- | ---- | ---- | ---- | ---- | ---- | ---- | ---- | ---- |
| 535  | 481  | 526  | 529  | 559  | 640  | 560  | 603  | 559  |

| 1856 | 1861 | 1866 | 1872 | 1876 | 1881 | 1886 | 1891 | 1896 |
| ---- | ---- | ---- | ---- | ---- | ---- | ---- | ---- | ---- |
| 540  | 524  | 519  | 505  | 507  | 451  | 437  | 404  | 408  |

| 1901 | 1906 | 1911 | 1921 | 1926 | 1931 | 1936 | 1946 | 1954 |
| ---- | ---- | ---- | ---- | ---- | ---- | ---- | ---- | ---- |
| 363  | 308  | 270  | 256  | 253  | 250  | 249  | 214  | 257  |

| 1962 | 1968 | 1975 | 1982 | 1990 | 1999 | 2006 | 2011 | 2016 |
| ---- | ---- | ---- | ---- | ---- | ---- | ---- | ---- | ---- |
| 261  | 235  | 246  | 288  | 358  | 342  | 359  | 378  | 356  |

| 2021 | 2022 | - | - | - | - | - | - | - |
| ---- | ---- | - | - | - | - | - | - | - |
| 357  | 366  | - | - | - | - | - | - | - |

## Culture locale et patrimoine

### Lieux et monuments
- L'église Saint-Martin. Chapelle mentionnée dès 1199, elle est promue église-mère au XVIIIe siècle. La construction de l'édifice actuel, situé sur une esplanade close qui domine le fond de la vallée, date de 1853. Le clocher-porche surmonté d'un dôme à quatre pans est ce qui reste de l'édifice précédent datant de 1729[13].
- La chapelle sur la route de Faimbe.
- Les fontaines.

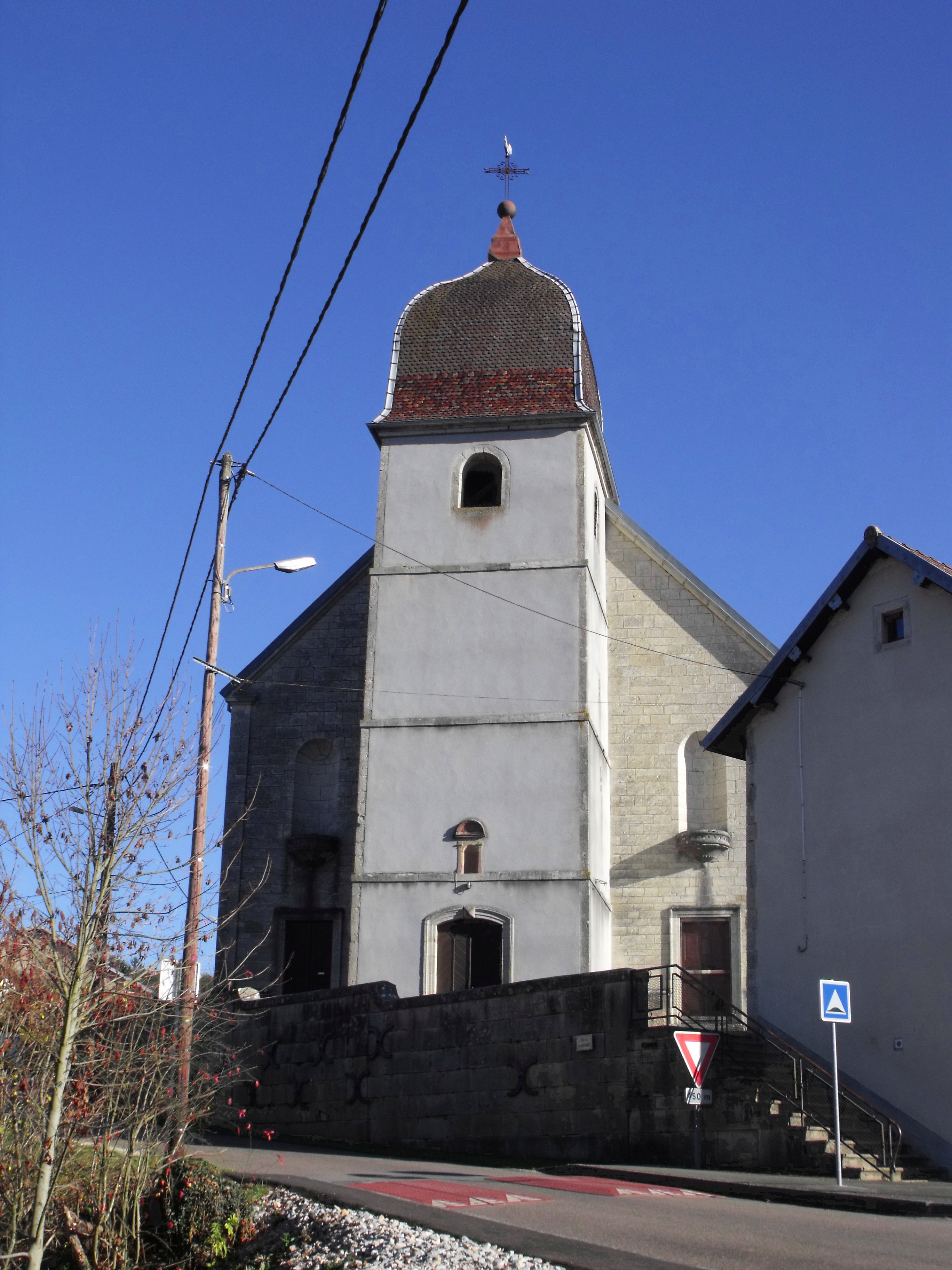
L'église d'Onans.
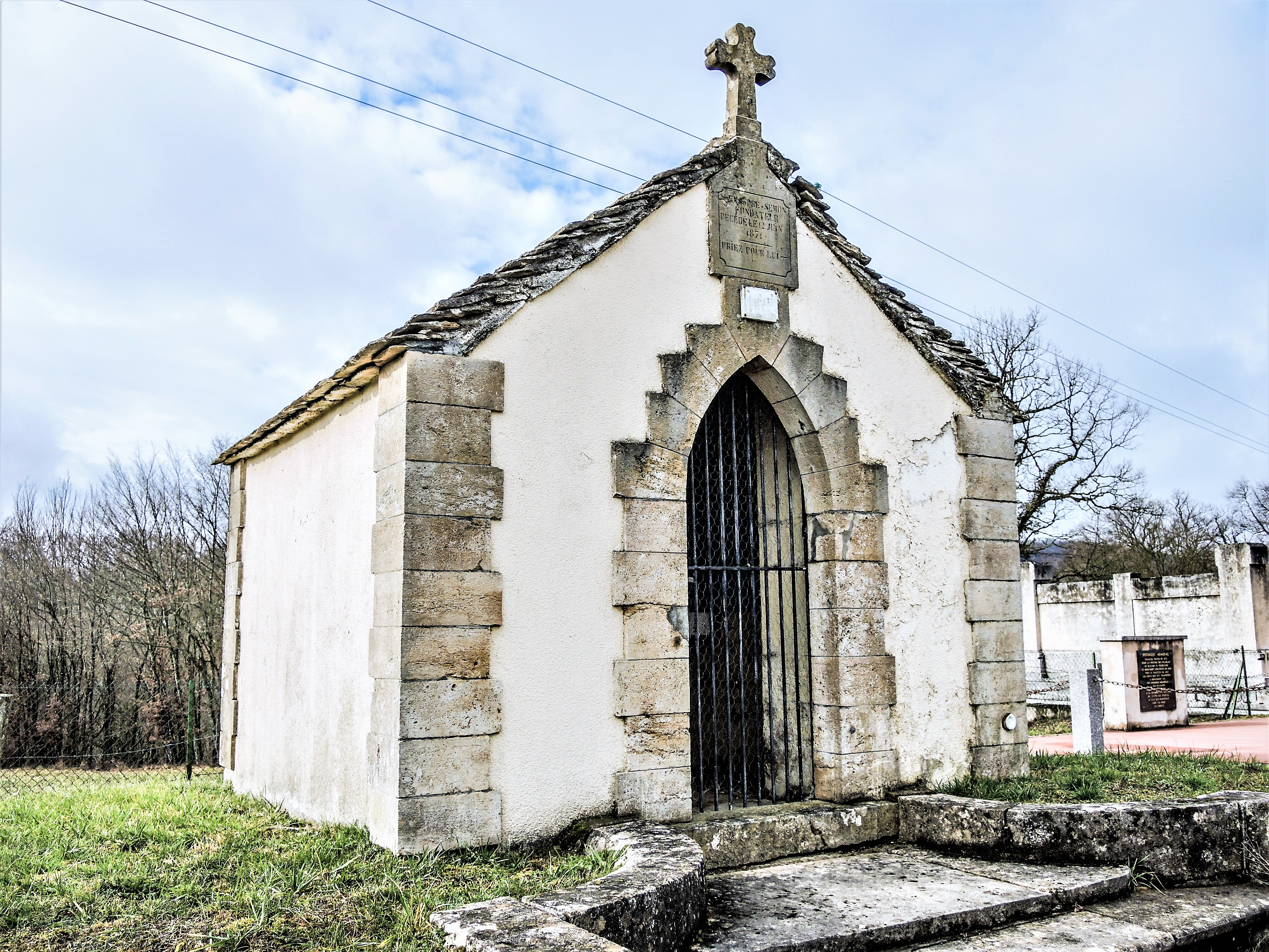
La chapelle.
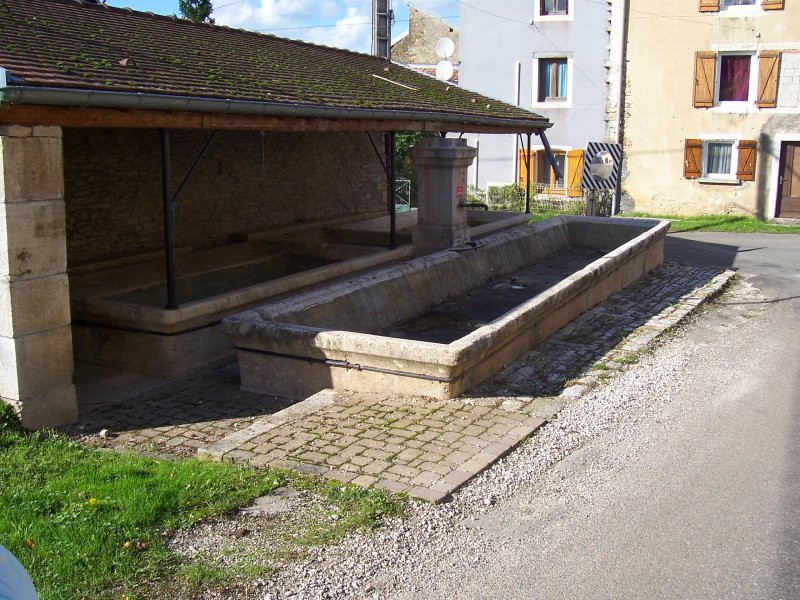
La fontaine du village.

### Personnalités liées à la commune
- Pierre-François Clerget, curé d'Onans, fut député aux États généraux de 1789, élu par le clergé du bailliage d'Amont.

### Héraldique
| Blason de Onans | Blason  | De gueules à deux loups ravissant affrontés, surmontés d'un manteau sur lequel est posée une épée basse brochante, le tout d'or. |
| Blason de Onans | Détails | Création de Jean-François Binon adoptée en 2017.                                                                                 |